# Triunfadores
Triunfadores es el tercer álbum de la agrupación venezolana Dimensión Latina. Fue editado en 1973 por la disquera Top Hits en formato larga duración de vinilo a 33⅓ RPM. en esta producción logran imponer en la cadena radial Radio Rumbos el tema Que Bailen To's convirtiéndolo en todo un éxito comercial

## Canciones
Lado A
1. Que bailen to's (Cesar Augusto Anuel Morales)
2. El mala suerte (Víctor Mendoza, Carlos A. Vidal)
3. Cumbia latina (Cesar Augusto Anuel Morales)
4. Cienfuegos (D.D)
5. Azúcar pa' un amargao (Bienvenido Julián Gutiérrez)
6. Ya tu lo verás (Oscar D'León)

Lado B
1. Maria Espejo (César Castro)
2. Ahí na' má (Senén Suárez)
3. Madre (Oscar D'León)
4. El matancero (D.D)
5. Good morning Mr. Walker (José Rodríguez)
6. Mosaico latino No 1: Todo me gusta de ti (Cuto Estévez), Perfidia (Alberto Domínguez), Baílalo que baílalo (Stelio Bosch, Renato Capriles)

## Créditos (alfabético)
Músicos
- César Monje: 1.er trombón, arreglos
- Elio Pacheco: Tumbadoras
- Jesús Narvaez: Piano
- José Antonio Rojas: 2.º trombón
- José Rodríguez: Batería
- Oscar D’León: Bajo y voz

Producción
- Director: Oscar D'León
- Fotografía: Oswaldo Silva
- Grabado en Estudios La Discoteca, C.A.
- Productor, director: Víctor Mendoza
- Técnico de grabación: Armando Benavides

- Datos: Q6152930